# Entrisme
Entrisme er en trotskistisk strategi, der dog oprindeligt blev anbefalet af Lenin da han foreslog de engelske kommunister at melde sig ind i Labour, der går ud på at medlemmerne af et trotskistisk parti melder sig ind i en anden organisation, af enten kommunistisk, revolutionært, socialistisk eller reformistisk retning, og arbejder internt i partiet for at hverve medlemmerne til deres eget parti. Strategien er som regel tidsbestemt ud fra en analyse af om trotskisterne kan vinde flere medlemmer. Hvis de kommer frem til, de ikke kan, melder de sig ud af det andet parti. Entrisme kan/bliver også brugt i forhold til bevægelsesarbejde, hvor Trotskistiske partier melder sig ind under en bevægelses banner, og bruger bevægelsen til at hverve medlemmer.
Nyere former for entrisme strategier går dog ikke ud på at trotskistiske organisationer går ind og hverver til deres eget parti for derefter at melde sig ud igen, men i stedet opbygger selvstændige politiske tendenser inde i eksisterende parti og ungdomsorganisationer med det formål at vinde opbakning for deres politik blandt partiets medlemmer og altså ikke for at skabe konkureende partier.